# Périers-en-Auge
Périers-en-Auge ist eine französische Gemeinde mit 121 Einwohnern (Stand: 1. Januar 2022) im Département Calvados in der Region Normandie. Sie gehört zum Arrondissement Lisieux und zum Kanton Cabourg.

## Geographie
Die Gemeinde liegt in der Naturlandschaft des Pays d’Auge, rund 20 Kilometer nordöstlich des Stadtzentrums von Caen. An der westlichen Gemeindegrenze verläuft der Fluss Dives, der in der nördlichen Nachbargemeinde Dives-sur-Mer an der Côte Fleurie in den Ärmelkanal mündet. Weitere Nachbargemeinden sind Grangues im Osten, Cricqueville-en-Auge im Südosten, Brucourt im Süden und Varaville im Westen.
Die Gemeinde selbst besteht aus einer großen Anzahl von Gehöften und Weilern: Le Lieu Thil, Le Lieu Gémare, Le Fer des Champs, La Clôture, Le Lieu Familly, Le Lieu de Bernières, Le Champ de l’Épine, Méricourt, Le Lieu Manoury, Le Moulin, La Cour de la Bergerie, Le Valacre, La Croix Kerpin, La Mare Élan, L’École, Le Lieu Gauvin, Le Clos Richard et Saint-Évroult.

## Bevölkerungsentwicklung
| Jahr      | 1962 | 1968 | 1975 | 1982 | 1990 | 1999 | 2006 | 2015 |
| --------- | ---- | ---- | ---- | ---- | ---- | ---- | ---- | ---- |
| Einwohner | 118  | 113  | 85   | 96   | 114  | 145  | 140  | 139  |

## Sehenswürdigkeiten

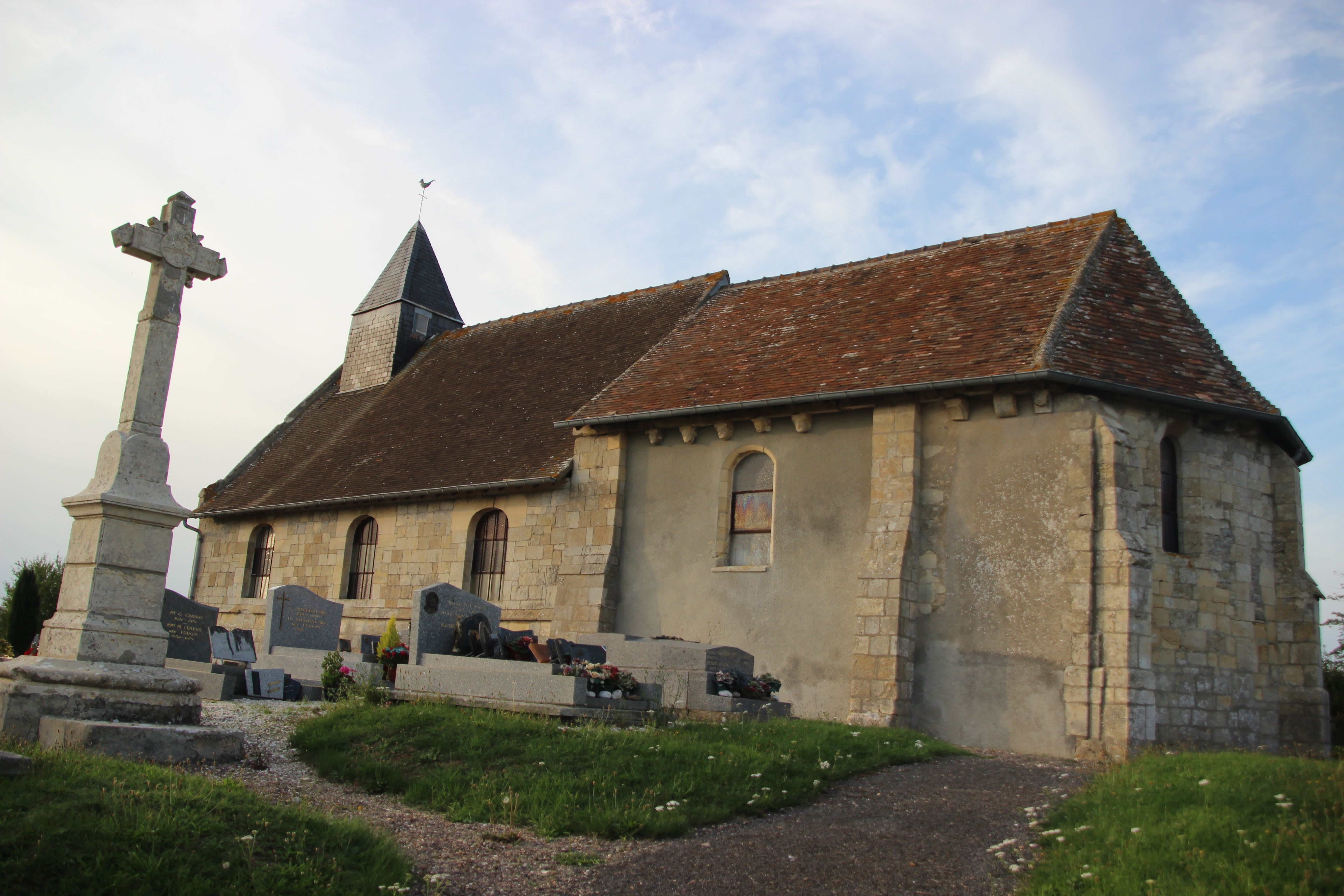
Kirche

- Kirche von Périers-en-Auge